# 헤르파
헤르파 미니어처모델레 GMBH(Herpa Miniaturmodelle GMBH) 또는 간단히 헤르파(Herpa, 회사 원래 이름인 "헤르겐뢰터 운트 파텐테"의 약어)는 다이캐스트 축척 모형 모형항공기("헤르파 윙스" 상표명)와 플라스틱 모형 자동차 및 트럭("헤르파 카 & 트럭" 상표명)을 생산하는 독일 제조 회사이다. 헤르파 윙스 라인업의 주력은 1/500 축척이지만, 1/400, 1/200, 1/1000 축척으로도 모형이 생산되었다.
헤르파 카 & 트럭 라인업은 주로 1:87 축척으로 생산되지만, 1:120 및 1:160 축척도 제공된다.
헤르파는 또한 자동차 및 트럭 애호가와 모형 항공기 애호가를 위한 잡지인 데어 마스슈타프(Der Maßstab)와 윙스월드(WingsWorld)를 각각 발행한다.

## 역사
이 회사는 발명가이자 특허 보유자인 빌헬름 헤르겐뢰터(Wilhelm Hergenröther)에 의해 뉘른베르크에서 모형 철도용 액세서리를 생산하기 위해 설립되었다. 1978년, 1:87 축척으로 제작된 자동차 모형이 뉘른베르크 국제 장난감 박람회에 전시되었다. 헤르파는 이 제품 라인을 계속 확장했다. 이후 모든 자동차 모형은 (접착이 필요 없는) 스냅핏 방식으로 시장에 출시되었다.
1980년, 헤르파는 첫 번째 모형 트럭을 선보였다. 이어서 1981년에는 헤르파의 트럭 모형에 엔진을 정확하게 재현한 팁핑 캐빈이 적용되었다. 산업 고객들도 헤르파의 자동차 모형을 자체 회사 인쇄물을 넣은 광고 도구로 사용하기 시작했다. 1982년에는 데어 마스슈타프(Der Maßstab)의 첫 호가 발행되었다. 1986년, 헤르파는 1:87 축척의 하이테크 시리즈를 출시했는데, 이 시리즈의 첫 번째 모형은 페라리 테스타로사로 22개의 부품, 열리는 보닛, 그리고 12기통 엔진 및 독립 서스펜션이 있는 바퀴와 같은 기술적 특징을 가지고 있었다.
1987년, 보잉 747-200의 1:500 축척 모형항공기의 첫 플라스틱 샘플이 생산되었다. 이 모형들은 뉘른베르크 공항에서 보잉 737-300 취항식에서 루프트한자에 증정되었다. 루프트한자는 이후 1/200 축척의 루프트한자 모델 에디션 생산을 항공사 전용으로 주문했다. 헤르파는 1988년에 보잉 737-300 복제품으로 루프트한자 모델 에디션을 출시했다.
1992년, 1:500 축척의 헤르파 윙스 비행기 모형 시리즈가 뉘른베르크에서 출시되었다. 이 모형들은 움직이는 착륙 장치를 갖추고 있었는데, 이는 당시 업계 최초이자 아직까지 모방되지 않은 특징이다. 탬포 인쇄를 사용하여 원본의 고도로 상세한 복제품을 만들었다. 여러 항공사들이 각자의 도색으로 비행기 모형을 생산해달라고 헤르파에 주문을 넣었다.
1993년, 헤르파는 1:87 축척으로 첫 번째 모터사이클을 제작했다. 1995년에는 비행기 제조업체인 보잉과 라이선스 계약을 체결했다. 1996년에는 첫 번째 공항 액세서리 세트가 생산되었다. 헤르파는 최고 유럽 표준을 충족하는 품질 관리 시스템을 유지한 공로로 바이에른 무역 및 사업 연구소로부터 ISO 9001 인증을 받았다.
1997년, 헤르파 윙스 잡지 윙스월드(WingsWorld)가 출시되었으며, 동시에 1:200 축척의 첫 번째 모형 항공기도 출시되었다. 헤르파 윙스 클럽은 헤르파 창립 50주년과 함께 1999년에 출범했다.
2001년은 소매업체 이니셔티브 헤르파 엑스트라(Herpa eXtra)의 시작을 알렸다. 온라인/오프라인 통합 유통 개념은 다양한 유럽 국가의 초기 50개 소매업체로부터 환영을 받았다. 또한 헤르파 윙스 크리스마스 모형도 처음으로 생산되었다. 2004년에는 첫 번째 헤르파 윙스 1/1000 모형이 출시되었고, 곧이어 더 많은 모형이 뒤를 이었다. 또한 미국 전역의 다양한 에어쇼에서 회사 색상으로 DC-3가 비행했다. 비행했던 DC-3는 1:200 축척의 헤르파 윙스 컬렉션에서도 구매할 수 있었다. '스세닉스(Scenix)' 라인업도 2006년에 출시되었다. 2007년, 헤르파는 오스트리아 제조업체 로코(Roco)로부터 미니탱크(Minitanks) 브랜드와 군용 차량 제품 라인을 인수했다.

## 제품

### 헤르파 윙스

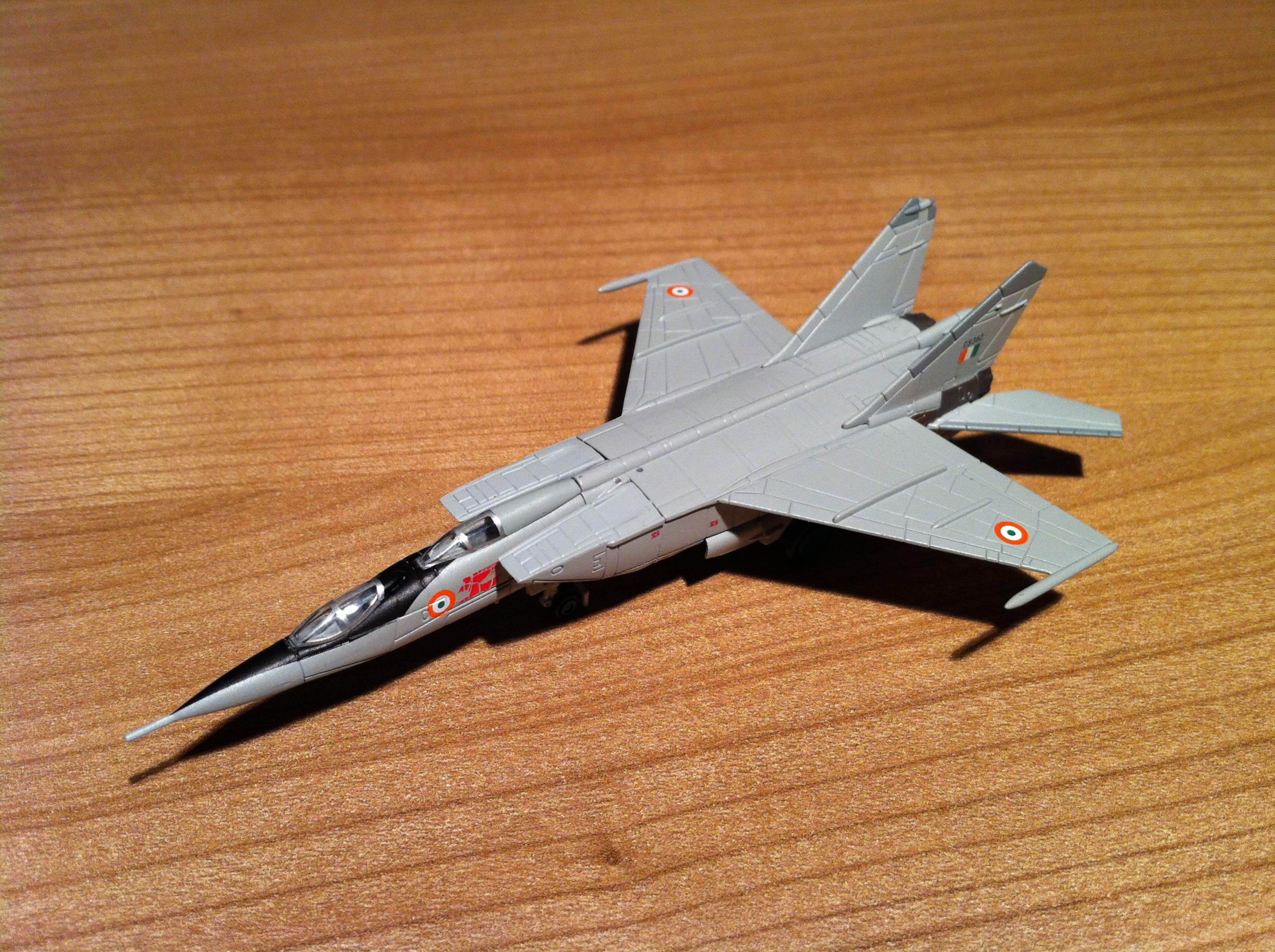
인도 공군, 제102 비행대대 "트리소닉스"

헤르파 윙스는 1/200, 1/400, 1/500, 1/600, 1/1000 축척의 모형항공기를 생산한다. 1992년 설립 이후 약 4,000가지의 다른 버전의 300개 항공사에서 19가지 다른 항공기 유형이 출시되었다. 캐세이퍼시픽 항공 및 싱가포르 항공과 같은 많은 항공사는 기내 면세 카탈로그의 일부로 윙스 모형을 비치한다. 이 독점 모형들은 항공사에서 기내에서 판매되며 일반 컬렉션에서는 구할 수 없다.

### 헤르파 카 & 트럭
헤르파 카 & 트럭은 1/87 H0 축척의 모형 자동차와 트럭을 출시하지만, 1/160 및 1/220 축척으로도 출시한다. 1978년 이래로 200가지 도색의 37가지 다른 유형이 생산되었으며, 많은 산업 고객들이 사용하고 있다.

### 미니탱크스
2007년 10월 1일, 헤르파는 오스트리아 제조업체 로코 (모형철도 유한회사)로부터 미니탱크스(Minitanks) 제품 라인의 전 세계 유통을 인수했다. 이 군용 시리즈는 1960년부터 생산되었으며, N 및 H0 축척으로 다양한 시대의 차량을 생산한다.

### 스세닉스
첫 번째 스세닉스 메르세데스-벤츠 악트로스 "블랙 에디션" 모형은 이미 2005년 12월에 출시되었지만, 스세닉스(SCENIX) 시리즈는 2006년에 공식적으로 출시되었다. 이 시리즈는 빛과 소리로 트럭 모형을 의인화한 PC 박스에 담겨 제시되는 모형들로 구성된다.
또한 스세닉스는 헤르파 윙스 액세서리를 포함한다. 전체 공항 디오라마를 조립할 수 있으며, 이러한 디오라마를 보완할 많은 공항 액세서리도 사용할 수 있다. 활주로 조명과 같은 기능도 최근에 추가되었다. 공항 건물 및 액세서리는 주로 1/500 축척으로 제공되며, 몇 가지 예외는 1/400 축척이다.

### 출판물
데어 마스슈타프(Der Maßstab)와 윙스월드(WingsWorld)는 헤르파가 자동차 및 트럭 애호가와 모형항공기 애호가를 위해 발행하는 두 잡지이다. 각각 1986년과 1997년에 시작된 이 잡지들은 헤르파 카 클럽 및 헤르파 윙스 클럽 회원에게만 제공되었다. 그러나 이 잡지들은 이제 비회원도 구독을 통해 이용할 수 있으며, 클럽 회원은 회원 자격의 일부로 이 잡지들을 계속 받는다.
헤르파는 또한 헤르파 윙스 및 헤르파 카 & 트럭 컬렉션의 연간 카탈로그를 발행하여 그 해의 다양한 제품을 강조한다. 신제품 출시 브로셔도 클럽 회원에게 제공된다.

## 같이 보기
- 철도모형